# 外皮系
外皮系（がいひけい）とは、皮膚、髪、羽毛、鱗、爪、皮膚腺とそれらの生成物（汗、粘液）を含む、しばしば動物の最も大きい器官系である。外皮系は動物を外界から区別し、分離し、守り、またその環境に関する情報を与える。水生または湿潤環境に生息する小型の無脊椎動物は、それらの外側の層（外皮）で呼吸する。このガス交換システムは、ガスが体内の液体の中へ、および中から外へ拡散するだけであるが、外皮交換と呼ばれる。英語のintegumentaryという語は、ラテン語で「覆うこと」を意味するintegumentumから来ている。

## 構成
外皮系の主要な構成物は、皮膚と、その派生構造物（髪、うろこ、羽毛、爪、外分泌腺）である。
皮膚腺は以下のものを含む：
- 汗腺 － 汗を生産する腺
- 皮脂腺 － 脂を生産する腺
- 耳道腺－ 耳垢を生産する腺
- 乳腺 － 胸に位置している乳を生産する腺

## その他
外皮系を扱う医学の分野を皮膚科学という。
皮膚は最も目に見える器官であるために、皮膚の外観あるいは徴候は皮膚病だけではなく、肝臓のような他の器官の障害について重要な手がかりを提供する。皮膚は放射線への暴露、外傷、伝染病および有害な化学物質のために最も傷つきやすい器官でもある。